# Käthe Kollwitz
Käthe Kollwitzⓘ de domo Schmidt (ur. 8 lipca 1867 w Królewcu, zm. 22 kwietnia 1945 w Moritzburgu koło Drezna) – niemiecka graficzka, malarka i rzeźbiarka. Wpływ na jej realistyczne litografie, miedzioryty, akwaforty, drzeworyty i rzeźby, oparte na osobistych doświadczeniach i obserwacji warunków życia, miał ekspresjonizm i sztuka zintegrowana. Pierwsza kobieta – członkini Pruskiej Akademii Sztuk Pięknych. Od 1937 roku do końca wojny, dorobek Kollwitz był uznawany w Niemczech za „sztukę zdegenerowaną” i podlegał urzędowej konfiskacie. Od 1993 roku decyzją kanclerza Helmuta Kohla powiększona pietà Kollwitz przedstawiająca klęczącą matkę w szale rozpaczy ściskającą ciało zabitego syna, stanowi narodowy pomnik pamięci i jest jedynym obiektem eksponowanym w Centralnym Miejscu Pamięci Republiki Federalnej Niemiec w Nowym Odwachu w centrum w Berlina (dzielnica Mitte, przed zjednoczeniem w Berlinie Wschodnim).

## Życiorys

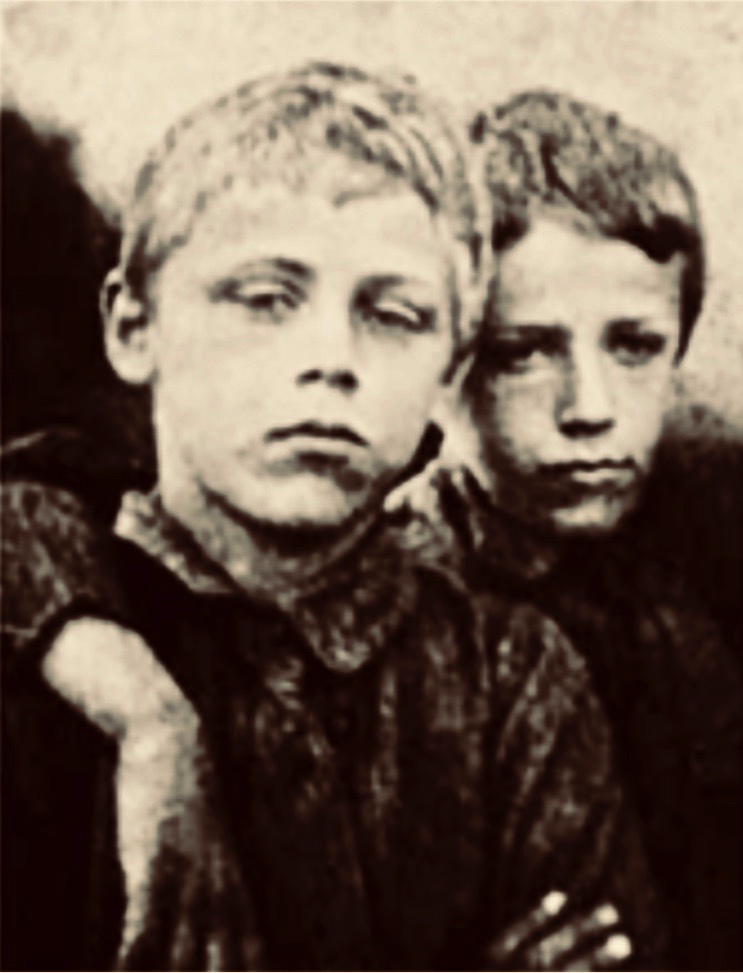
Dzieci Käthe Kollwitz: Hans i Peter w 1904 roku

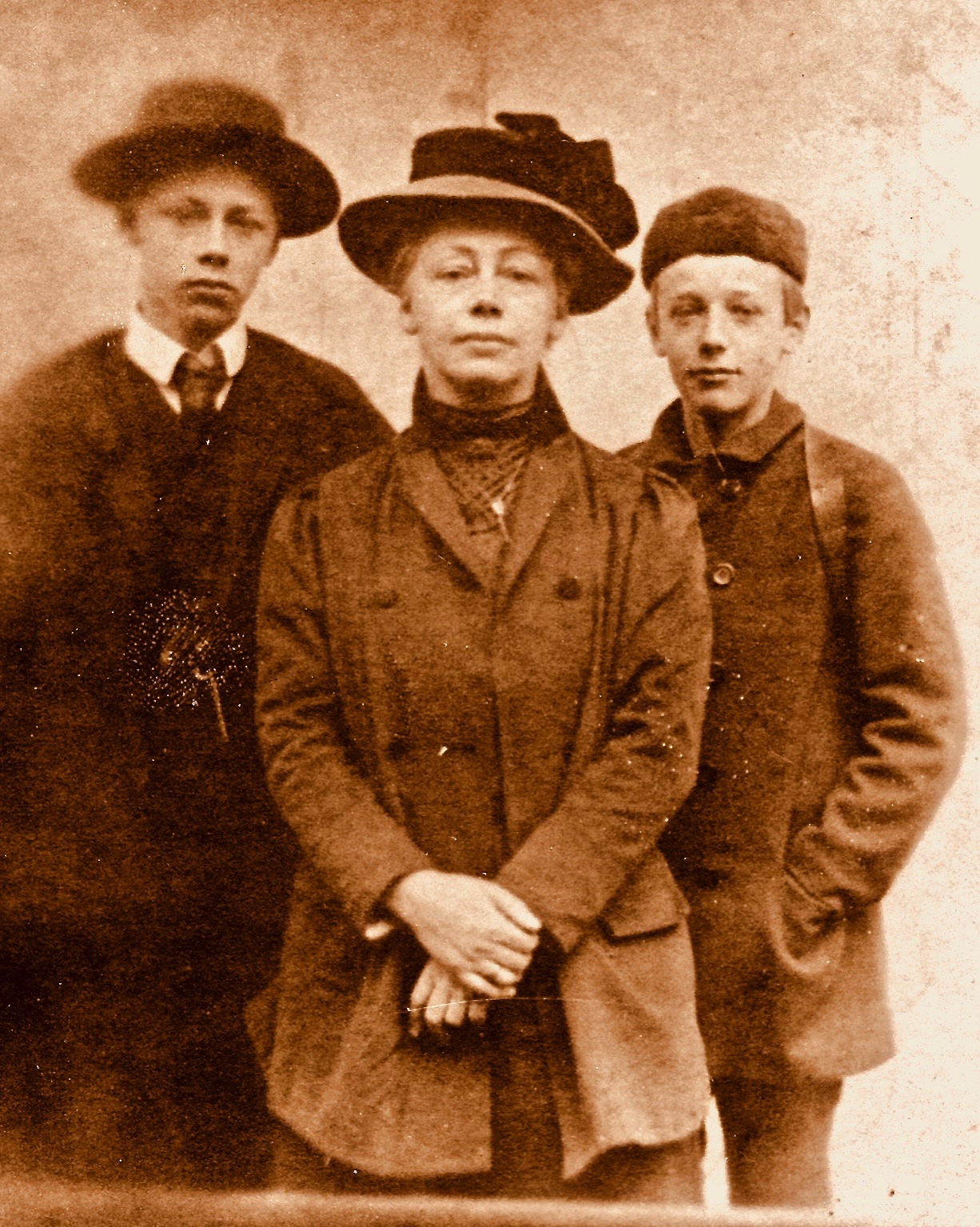
Käthe Kollwitz z synami: Hansem i Peterem (po prawej). 1909 rok

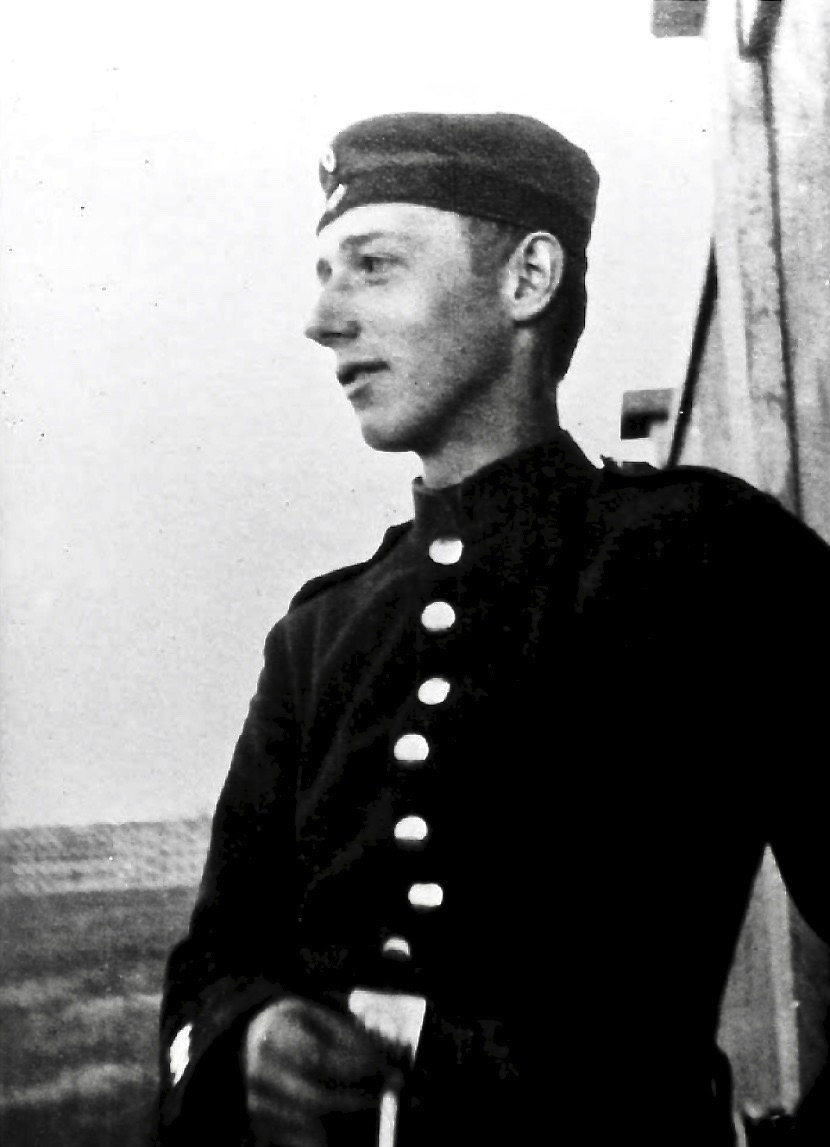
Peter Kollwitz jako żołnierz armii Cesarstwa Niemieckiego, w drodze na front. Na trzy tygodnie przed śmiercią. 2 października 1914 roku

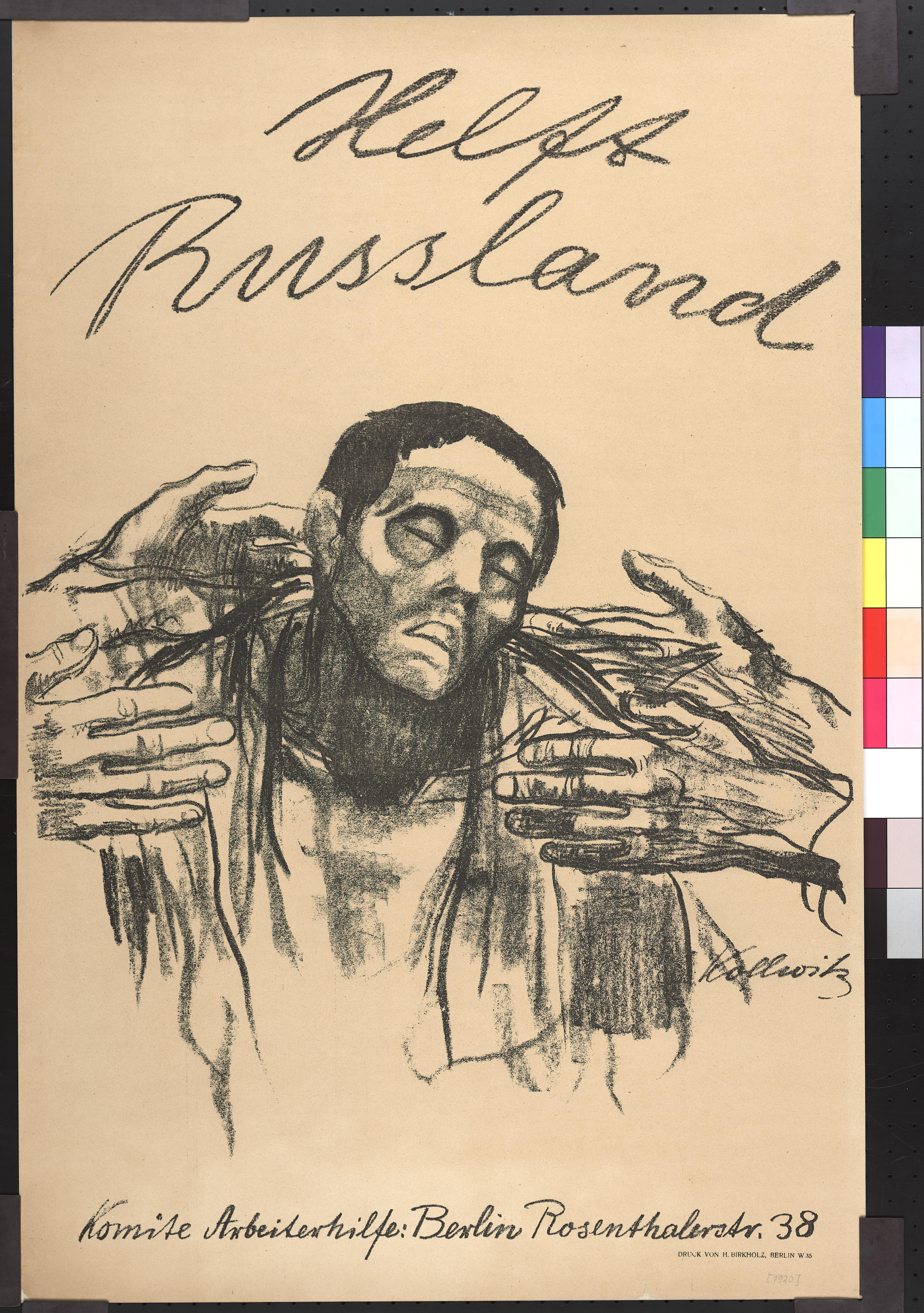
„Helft Russland” (pol. Pomóżcie Rosji) – plakat zaprojektowany przez Kollwitz na rzecz pomocy ofiarom suszy w rejonie Wołgi w 1924 roku

Käthe Kollwitz była córką Karla Schmidta – z wykształcenia prawnika, który nie mogąc znaleźć pracy w zawodzie został murarzem. Jej matką była Katherine z domu Rupp – córka kaznodziei protestanckiego Wolnej Kongregacji Królewca – Juliusa Ruppa. O społecznej degradacji ojca Käthe Kollwitz miały zadecydować zbyt równościowe jak na skostniałe normy społeczne epoki pruskiej, przekonania Karla Schmidta. Käthe Kollwitz miała dwie siostry: Julie, Lisbeth, i brata – późniejszego ekonomistę i filozofa Conrada Schmidta. W młodości działała z rodziną we wspólnocie religijnej, której przewodził ojciec. Dzieciństwo i młodość, do rozpoczęcia studiów, spędziła w Królewcu. Następnie uczyła się w Berlinie u Stauffer-Berna, w Monachium, w Académie Julian w Paryżu (1904), oraz we Włoszech (1907). Przyjaźniła się w tych latach z Marie Johanną Baum późniejszą znaną działaczką opieki społecznej i polityczką niemieckiej lewicy. W 1891 roku jako dwudziestoczterolatka wyszła za Karla Kollwitza, przyszłego lekarza ubogich z berlińskiej dzielnicy Prenzlauer Berg, który, osierocony w dzieciństwie, awans społeczny zawdzięczał tytanicznej pracy. W pierwszych miesiącach I wojny światowej stracili młodszego syna – Petera, który zginął mając osiemnaście lat w okolicach Diksmuide w Belgii (I bitwa pod Ypres). Później, podczas II wojny światowej – jeszcze za życia Käthe Kollwitz, w 1942 roku na froncie wschodnim pod Rżewem zginął jej wnuk nazwany imieniem Peter na cześć poległego dwadzieścia lat wcześniej w Belgii stryja. W 1922 roku Käthe Kollwitz podpisała apel Deutsche Liga für Menschenrechte (pol. Niemieckiej Ligi Praw Człowieka), o powojenne zbliżenie z Francją, co przy silnym resentymencie po przegranej, okupionej olbrzymimi stratami I wojnie światowej, było postawą kontrowersyjną w oczach wielu Niemców. W 1924 roku, na dziesiątą rocznicę wybuchu I wojny światowej Międzynarodowy Związek Pracy zlecił jej projekt plakatu. Nosił on nazwę Die Überlebenden. Krieg dem Kriege! (pol. Ocaleni. Wojna przeciwko wojnie!), i został opublikowany w kilku językach. Była członkinią Towarzystwa Przyjaciół Nowej Rosji, wraz z mężem w listopadzie 1927 roku wzięła udział w moskiewskich obchodach dziesiątej rocznicy Rewolucji Październikowej oraz na światowym zjeździe Przyjaciół Związku Radzieckiego. Rok później z okazji 60. urodzin Kollwitz, radziecka Państwowa Akademia Nauk o Sztuce (GAChN) w Moskwie zorganizowała pierwszą w Związku Radzieckim indywidualną wystawę Käthe Kollwitz obejmującą 60 grafik. Pokazywana była w moskiewskim Państwowym Muzeum Sztuk Pięknych oraz w Centralnym Muzeum Tatarskiej Autonomicznej Socjalistycznej Republiki Radzieckiej w Kazaniu. W latach 1928–1932 powierzono Kollwitz kierownictwo katedry Mistrzowskiej Klasy Grafiki w Pruskiej Akademii Sztuki w Berlinie, otrzymała wówczas dwie duże pracownie w siedzibie Akademii przy Hardenbergstrass. W 1929 roku jako pierwsza kobieta otrzymała order Pour le Mérite – wysokie odznaczenia państwowe nadawane w Niemczech do dziś. W lutym 1933 roku Käthe Kollwitz poparła apel o zjednoczenie partii lewicowych w ostatnich wolnych wyborach 5 marca, pod apelem podpisało się jedynie siedemnaście osób publicznych. Oprócz małżeństwa Kollwitzów byli to m.in. Heinrich Mann i Erich Kästner. Mann i Kollwitz, którzy od 1928 roku mieli swoje katedry Klasy Mistrzowskiej, zostali ich pozbawieni po groźbie wystosowanej przez nazistów do władz placówki o likwidacji całej Akademii. Podobnie jak wielu innych komunistów i socjaldemokratów, Käthe i Karl Kollwitz po pożarze Reichstagu udali się do Czechosłowacji w obawie przed aresztowaniem, po kilku tygodniach małżeństwo wróciło do Berlina. W lipcu 1933 roku Karl Kollwitz stracił licencję na wykonywanie zawodu lekarza. Jego protesty zakończyły się jednak sukcesem i w październiku on i inni lekarze zrzeszeni w Socjaldemokratycznym Towarzystwie Lekarskim odzyskali licencje. Ich syn – Hans Kollwitz również stracił na krótko stanowisko lekarza szkolnego. Jego dom został przeszukany przez policję, a książki na temat sztuki matki zostały skonfiskowane. W 1936 roku ukazał się artykuł w moskiewskim dzienniku „Izwiestija”, oparty na wywiadzie z Kollwitz, po jego publikacji Kollwitz została przesłuchana przez Gestapo i zagrożono jej, że w przypadku udzielenia kolejnych wywiadów zagranicznej prasie trafi do obozu koncentracyjnego.
W tym czasie w Stanach Zjednoczonych prace Kollwitz zyskały na popularności wśród marszandów i galerii sztuki. Jedna z pierwszych większych jej wystaw odbyła się w Art Museum Worcester (Massachusetts) w 1933 roku. Rok później na Uniwersytecie Harvarda pokazano jej grafiki, a w 1937 odbyła się wystawa w Hudson Gallery w Nowym Jorku. Sponsorowane przez College Art Association odbyły się objazdowe wystawy prac Kollwitz oraz prezentacje w Zeitlins Bookshop and Gallery w Los Angeles i Fine Arts Gallery w San Diego w 1937 roku. Na początku lat czterdziestych, gdy w Europie trwała już wojna kolejne wystawy organizowały American Federation of Arts, Museum of Modern Art (MoMA), Brooklyn Museum w Nowym Jorku oraz Cleveland Museum of Art. W latach 1943–1944 Galerie St. Etienne w Nowym Jorku zorganizowała swoją pierwszą wystawę w Kollwitz. Ta ostatnia galeria stała się później najważniejszą popularyzatorką dorobku Kollwitz w USA. W Niemczech od 1937 roku prace Kollwitz oficjalnie zostały uznane za „sztukę zdegenerową” (niem. Entartete Kunst), i podlegały konfiskacje. Naziści – świadomi popularności artystki m.in. w USA nie niszczyli ich do 1945 roku. Skonfiskowane w co najmniej jedenastu niemieckich muzeach dzieła były sprzedawane, wymieniane lub zdeponowane w Reichsministerium für Volksaufklärung und Propaganda (ministerstwo propagandy) jako zapas konsygnacyjny. Użytkowanie dzieł powierzono marszandom Bernhardowi A. Böhmerowi, Karlowi Buchholzowi i Hildebrandowi Gurlittowi. Wystawa z okazji 70. urodzin Käthe Kollwitz w berlińskiej Galerie Nierendorf została odwołana, kolejna w Buch- und Kunsthandlung Buchholz (galeria sztuki i księgarnia), została zamknięta zaraz po otwarciu. W tym drugim przypadku wystawa była dostępna jednak jedynie dla przyjaciół ustanowionego przez władze marszanda i przedstawiała kamienny odlew Mutter mit zwei Kindern (pol. Matka z dwójką dzieci), który był prezentowany po raz pierwszy. Ponieważ plany Kollwitz dotyczące publicznych wystaw w Niemczech zostały zablokowane, artystka prezentowała wybór swoich prac na kilku nieoficjalnych spotkaniach w swojej pracowni przy Klosterstrasse w Berlinie. W tym czasie Käthe Kollwitz zleciła wykonanie Mutter mit zwei Kindern (pol. Matka z dwojgiem dzieci), w wapieniu muszlowym. Pracowała jednocześnie przy trzech niewielkich rzeźbach: Abschiedwinkende Soldatenfrauen II (pol. Pożegnanie żołnierzy przez machające żony) i Turm der Mütter (pol. Wieża matek) oraz nad „Pietą”. Głównym rynkiem zbytu jej prac były Stany Zjednoczone.
Käthe Kollwitz zmarła na dwa tygodnie przed zakończeniem II wojny światowej pod Dreznem. Wraz z mężem, swoim bratem Conradem Schmitdem i jego żoną spoczywają na Cmentarzu Centralnym we Friedrichsfelde w Berlinie.

## Spuścizna

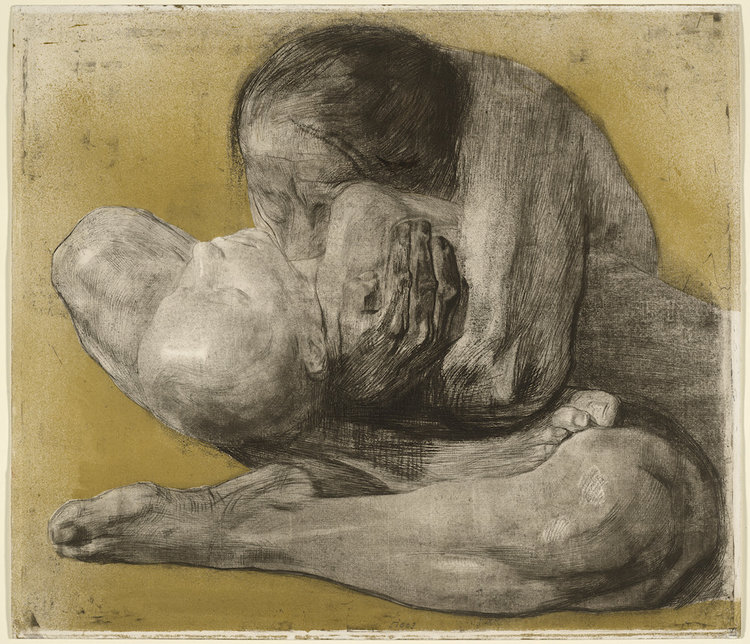
Kobieta ze zmarłym dzieckiem Käthe Kollwitz, 1903

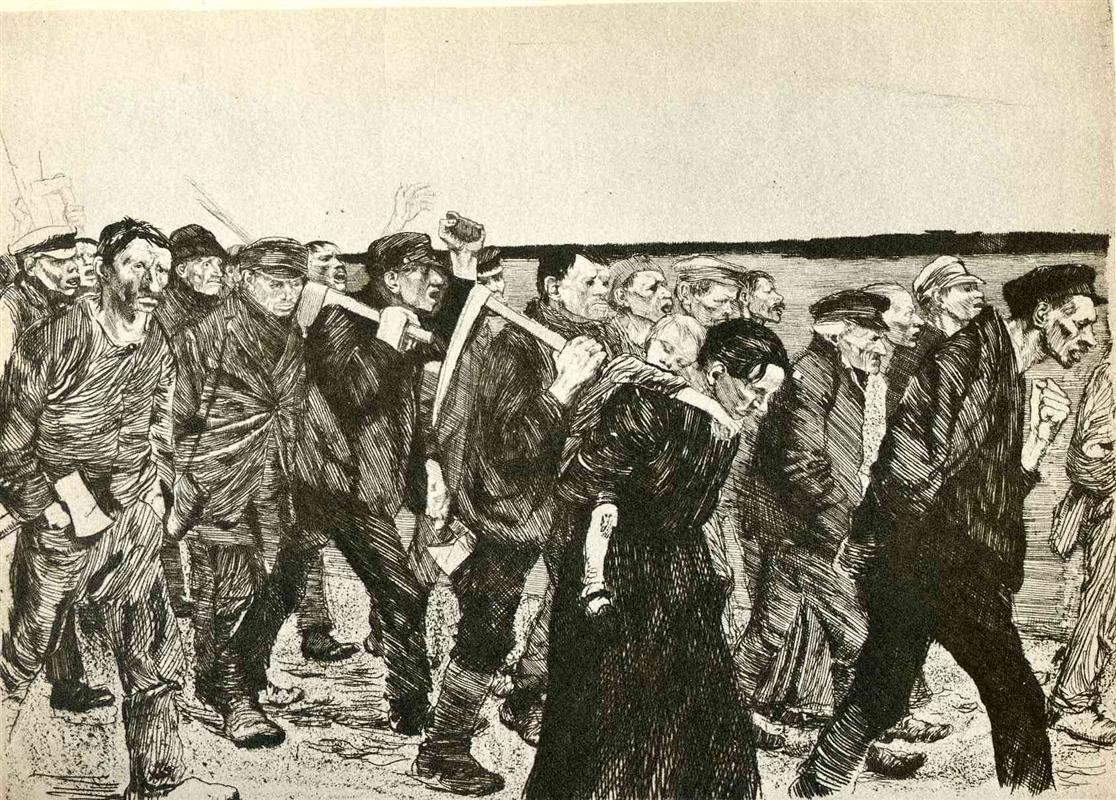
Marsz tkaczy, Käthe Kollwitz, 1897

Käthe Kollwitz znana jest z pełnych wyrazu szkiców, drzeworytów, akwafort i litografii, w których wyrażała proletariackie, komunistyczne i pacyfistyczne sympatie. Z nadzieją przyjęła rewolucje bolszewicką w Rosji i niemiecką w Berlinie w roku 1919. Do 1924 Kollwitz, wraz z innymi intelektualistami z całego świata (m.in. Martin Andersen Nexø, Henri Barbusse, Maksim Gorki, George Grosz, Maximilian Harden, Ernst Toller lub George Bernard Shaw), była członkinią komitetu głównego i komitetu zagranicznego komunistycznej Międzynarodówki Arbeiterhilfe IAH (ang. Workers International Relief – WIR, pol. Międzynarodowy Związek Robotniczy). W imieniu organizacji zaprojektowała plakat Helft Russland (pol. Wspieraj Rosję) jako wkład w przezwyciężenie katastrofalnej suszy w regionie Wołgi.
Do jej najbardziej znanych prac należą: cykle graficzne „Powstanie tkaczy” (1893–1898) i „Wojny chłopskie” (1902–1908), plakat Nigdy więcej wojny, który ukazał się po zakończeniu I wojny światowej, litografie i drzeworyty: Wojna (1934–1935), Triumf nad burżuazją (1924), Wyzysk (1925) Proletariat (1925), Śmierć (1934–1935), rzeźby, np. Skarga (1939).
Zarówno rząd cesarski, jak narodowi socjaliści odnosili się do Kollwitz z nieufnością. Podczas bombardowania w 1943 roku wiele jej prac uległo zniszczeniu.

### Narodowy symbol pamięci

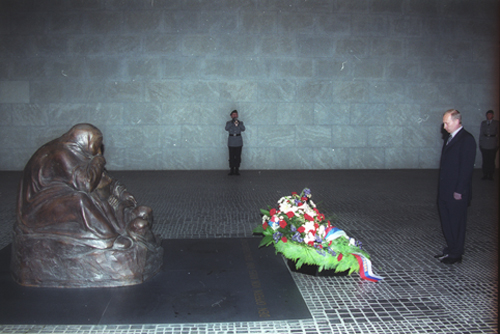
Wrzesień 2001 roku. Prezydent Rosji Władimir Putin przed pietą w Nowym Odwachu w Berlinie

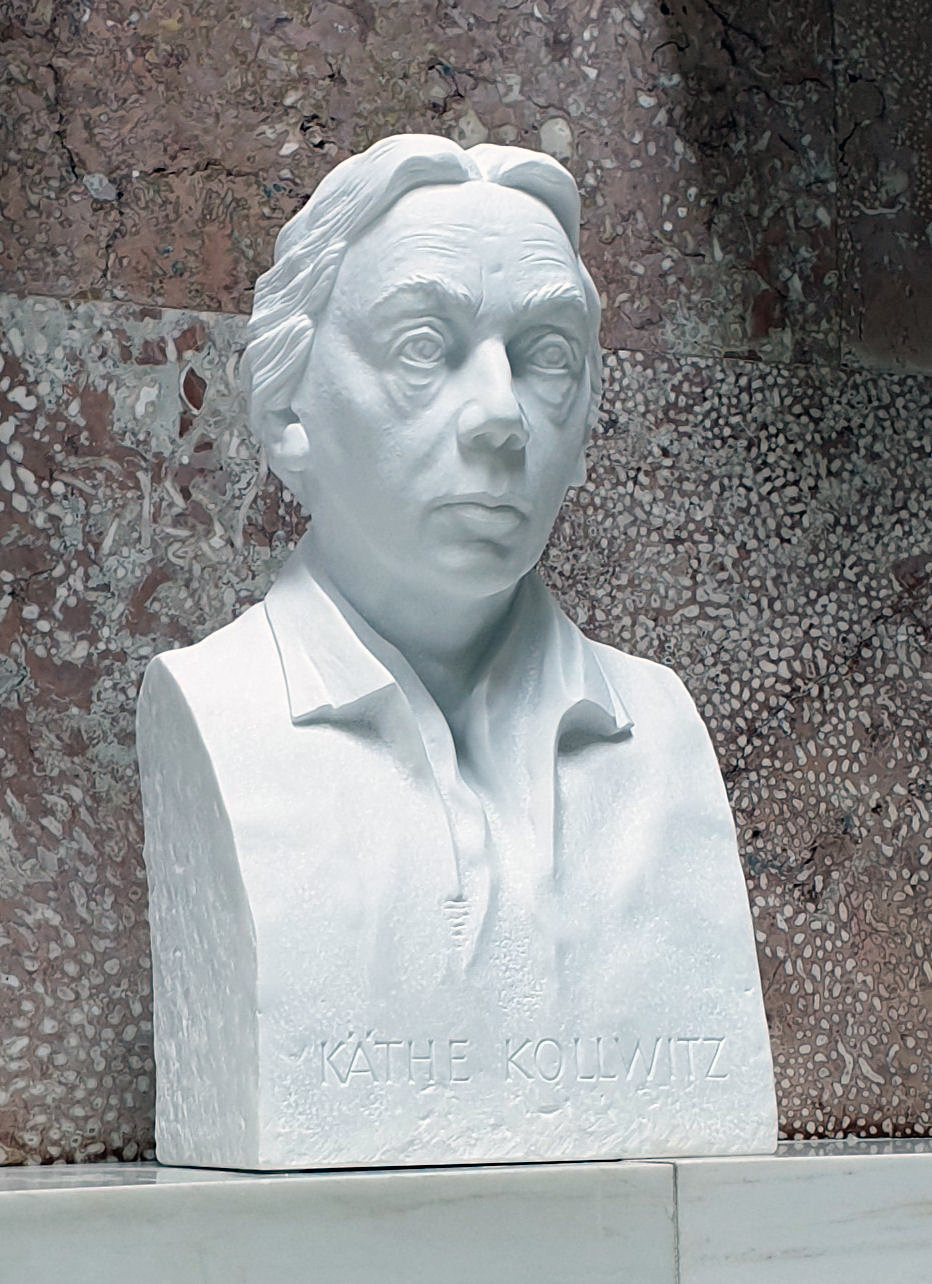
Popiersie Kollwitz w mauzoleum Walhalla

Po zjednoczeniu Niemiec i w pierwszym etapie dekomunizacji, jeszcze w 1990 roku z wnętrza Nowego Odwachu w Berlinie usunięto intarsję z godłem NRD, zaś znajdujący się w nim szklany sześcian przekazano Niemieckiemu Muzeum Historycznemu. Gmach decyzją rządu został przeznaczony na Centralne Miejsce Pamięci Republiki Federalnej Niemiec (niem. Zentrale Gedenkstätte der Bundesrepublik Deutschland). W związku z tym w 1993 roku przeprowadzona została renowacja wnętrza budynku, na środku którego, nad urnami, umieszczono płytę z napisem: Den Opfern von Krieg und Gewaltherrschaft (pol. „Ofiarom wojny i tyranii”), zaś na niej została ustawiona, wykonana przez Haralda Haackego, powiększona kopia rzeźby Mutter mit totem Sohn (pol. Matka ze zmarłym synem), autorstwa Kollwitz. Jest jedyną rzeźbą w wielkiej sali otwartej dla przechodniów przez całą dobę. Wejście do sali nie jest biletowane i oprócz kilku dni w roku, gdy wystawiana jest straż ceremonialna, strzeżone jedynie przez monitoring wizyjny. Sala w ciągu dnia oświetlona jest tylko przez strumień naturalnego światła padający przez nieoszklony otwór w suficie, w nocy zaś przez niewielki lampion przy piecie, przez co wypełniające sale ciemności, a w ciągu dnia półmrok eksponują centralnie usytuowaną, zdominowaną przez ciemną przestrzeń rzeźbę. Kollwitz stworzyła jej oryginał w 1937 roku w celu upamiętnienia syna Petera, który zginął we Flandrii podczas I wojny światowej w wieku 18 lat. Umieszczenie kopii rzeźby Kollwitz w Nowym Odwachu, będące pomysłem kanclerza Helmuta Kohla wzbudziło kontrowersje i zarzuty o arbitralne fałszowanie prac Kollwitz (mówiono m.in. o „szyderstwie z nazistowskich ofiar” i o tym, że „niemieccy sprawcy nie mogą być ofiarami”), a także banalizację czystej abstrakcji wnętrza twórcy Nowego Odwachu – Heinricha Tessenowa. Jednak 14 listopada 1993 roku Nowy Odwach podczas niemej, pozbawionej przemówień uroczystości w obecności prezydenta federalnego Richarda von Weizsäckera, został oficjalnie otwarty. Od tamtej pory, w każdy Volkstrauertag („ludowy dzień żałoby” obchodzony w Niemczech na dwie niedziele przed pierwszym dniem adwentu „dla upamiętnienia członków sił zbrojnych wszystkich narodów, a przede wszystkim cywilów, którzy zginęli w konfliktach zbrojnych, w tym ofiary brutalnego ucisku”), przy obiekcie, wartę pełnią żołnierze Wachbataillonu.
Rysy twarzy Käthe Kollwitz nosi rzeźba Ernsta Barlacha Der Schwebende z 1927 r., poświęcona pamięci ofiar I wojny światowej, zawieszona w kolegiacie w Güstrow i jej replika w kościele antonitów w Kolonii.
W 1960 roku Akademia Sztuk Pięknych obecnie Akademia Sztuk Pięknych w Berlinie (następczyni Pruskiej Akademii Sztuk Pięknych), przyznaje nagrodę im. Käthe Kollwitz. Honowani są nią artyści sztuk wizualnych mieszkający w Niemczech za pojedyncze dzieła lub za całość twórczości. Od 1992 roku towarzyszy jej nagroda pieniężna, w 2020 roku wynosiła ona 12 000 euro.

### Katalogi wystaw
- Käthe Kollwitz. Meisterwerke der Zeichnung. Käthe Kollwitz Museum Köln. DuMont, Köln 1995, ISBN 3-7701-3461-3.
- Gudrun Fritsch, Pay Matthis Karstens (Hrsg.): Mahnung und Verlockung. Die Kriegsbildwelten von Käthe Kollwitz und Kata Légrády(inne języki). Ausstellungskatalog Käthe-Kollwitz-Museum Berlin. Berlin 2014, ISBN 978-3-86502-329-2.
- Hannelore Fischer, Alexandra von dem Knesebeck (Hrsg.): „Paris bezauberte mich…” Käthe Kollwitz und die französische Moderne. Monographie zur Sonderausstellung im Käthe Kollwitz Museum Köln. Hirmer, München 2010, ISBN 978-3-7774-3041-6.